# Învățăturile lui Don Juan
Învățăturile lui Don Juan (în engleză: The Teachings of Don Juan: A Yaqui Way of Knowledge) este o carte din 1968 de Carlos Castaneda. A fost publicată prima dată de University of California Press în 1968 ca o lucrare de antropologie, deși acum este considerată pe scară largă ca o operă de ficțiune. Castaneda a depus cartea ca teza sa de masterat la școala de antropologie. Învățăturile lui Don Juan își propune să documenteze evenimentele care au avut loc în timpul unei pretinse ucenicii cu un autoproclamat vrăjitor indian Yaqui, don Juan Matus din Sonora, Mexic, între 1960 și 1965.

## Cuprins
Cartea este împărțită în două secțiuni. Prima parte, Învățăturile, este o narațiune la persoana întâi care documentează interacțiunile inițiale ale lui Castaneda cu don Juan. El vorbește despre întâlnirile sale cu Mescalito (un spirit care îl învăța diverse lucruri și care locuiește în toate plantele peyote⁠(d) - un mic cactus), despre divinația cu ajutorul șopârlelor și despre zborul cu „yerba del diablo” (lit. „iarba diavolului”; ciumăfaie sau Datura innoxia⁠(d)) și despre transformarea sa într-o mierlă folosind „humito” (lit. „fum mic”; o pulbere afumată care conține Psilocybe mexicana⁠(d)). A doua parte, O analiză structurală, este o încercare, spune Castaneda, de a „dezvălui coeziunea internă și calitatea învățăturilor lui don Juan”.

## Ediții aniversare
Ediția specială pentru a 30-a aniversare, publicată de asemenea de University of California Press în 1998, conține comentarii ale lui Castaneda care nu sunt prezente în ediția originală. El scrie despre o descurajare generală a proiectului din partea profesorilor săi (în afară de Clement Woodward Meighan⁠(d), un profesor care a susținut proiectul la începutul concepției sale. În prefață, Castaneda îi acordă „credit total” pentru aprobarea disertației sale lui Meighan). El vine cu o nouă teză despre o stare a minții pe care o numește „libertate totală” și susține că a folosit învățăturile șamanului său Yaqui ca „trambuline către noi orizonturi ale cunoașterii”. În plus, conține o prefață a antropologului Walter Goldschmidt⁠(d), care a fost profesor de antropologie la UCLA în perioada în care au fost scrise cărțile, dar și o introducere a autorului. Ediția specială pentru a 40-a aniversare a fost publicată de University of California Press în 2008.
Cartea a fost un best-seller în lista New York Times și, împreună cu continuarea ei, Cealaltă realitate, s-a vândut în peste 10 milioane de exemplare în Statele Unite.

## Traduceri
În limba română a fost tradusă de Eugenia Popescu și ediția I a fost publicată de Editura Rao în 2004.